# Bathippus
Bathippus is een geslacht van spinnen uit de familie springspinnen (Salticidae).

## Soorten
De volgende soorten zijn bij het geslacht ingedeeld:
- Bathippus birmanicus Thorell, 1895
- Bathippus brocchus (Thorell, 1881)
- Bathippus dentiferellus Strand, 1911
- Bathippus digitalis Zhang, Song & Li, 2003
- Bathippus dilanians (Thorell, 1881)
- Bathippus elaphus (Thorell, 1881)
- Bathippus keyensis Strand, 1911
- Bathippus kochi (Simon, 1903)
- Bathippus latericius (Thorell, 1881)
- Bathippus macilentus Thorell, 1890
- Bathippus macrognathus (Thorell, 1881)
- Bathippus macroprotopus Pocock, 1898
- Bathippus manicatus Simon, 1902
- Bathippus molossus (Thorell, 1881)
- Bathippus montrouzieri (Lucas, 1869)
- Bathippus morsitans Pocock, 1897
- Bathippus oedonychus (Thorell, 1881)
- Bathippus oscitans (Thorell, 1881)
- Bathippus pahang Zhang, Song & Li, 2003
- Bathippus palabuanensis Simon, 1902
- Bathippus papuanus (Thorell, 1881)
- Bathippus proboscideus Pocock, 1899
- Bathippus rechingeri Kulczyński, 1910
- Bathippus rectus Zhang, Song & Li, 2003
- Bathippus ringens (Thorell, 1881)
- Bathippus schalleri Simon, 1902
- Bathippus sedatus Peckham & Peckham, 1907
- Bathippus seltuttensis Strand, 1911
- Bathippus semiannulifer Strand, 1911
- Bathippus shelfordi Peckham & Peckham, 1907
- Bathippus waoranus Strand, 1911